# Zakrużci
Zakrużci (ukr. Закружці) – wieś na Ukrainie, w obwodzie chmielnickim, w rejonie szepetowskim, w hromadzie Iziasław. W 2001 liczyła 184 mieszkańców.